# Tmutarakan

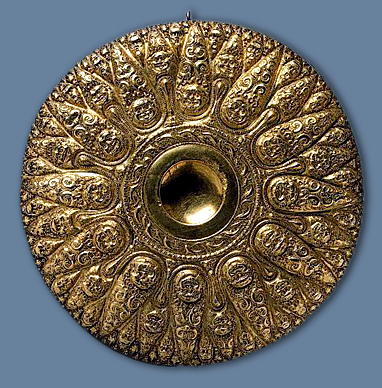
Antic phiale grec trobat a Tmutarakan

Tmutarakan (rus: Тмутаракань, Tmutarakan; ucraïnès: Тмуторокань, Tmotarakan) és el nom que rep una antiga ciutat ubicada a la península de Taman, en l'actual krai de Krasnodar, que controlava l'estret de Kertx entre la mar Negra i el mar d'Azov. En rus modern, Tmutarakan significa 'província llunyana i fosca'.

## Història

### Període grec
Va ser una colònia fundada pels jonis amb el nom d'Hermonassa a mitjans del segle vi aC, en parlen les fonts antigues, com ara Estrabó i Plini el Vell. Va adquirir importància a partir del segle iv aC. En queden moltes restes d'edificis i carrers, i una gran casa del segle iv aC amb un immens pati interior amb peristil. Les restes conservades es poden datar fins al segle iv, i es fa evident una re-planificació de la ciutat al segle ii. Una necròpolis datada entre els segles V i IV aC, conté tombes de túmuls. Moltes de les restes trobades es conserven al Museu de l'Hermitage. La ciutat estava situada prop de Fanagòria i Panticapea dos importants centres comercials del que després seria el Regne del Bòsfor. La ciutat la van fundar colons vinguts de Mitilene, una ciutat de l'illa de Lesbos, encara que hi ha evidències de colonitzacions d'altres pobles, com per exemple els cretencs. Hermonassa era el lloc principal del culte a Afrodita a la regió del Bòsfor.

### Domini romà. Reconstrucció pels khàzars
La ciutat, juntament amb el Regne del Bòsfor, després d'un temps llarg de ser un estat client de Roma, va caure en mans dels huns cap a l'any 375. Quan l'imperi dels huns va col·lapsar al final del segle v, va tornar al domini de l'Imperi Romà d'Orient, però els búlgars la van conquerir al segle vi.
Al segle vii, els khàzars van edificar la ciutat fortificada de Tamatarkha sobre les ruïnes de l'antic assentament d'Hermonassa. Les fonts àrabs la denominen Samkarx al-Iahud, 'Samkarx, la jueva', nom relacionat amb el fet que la major part del comerç de la ciutat estava en mans dels jueus. Altres variants del nom de la ciutat eren "Samkersh" i "Samkush".
Fortificada amb una sòlida muralla de maó i presumint d'un port cuidat, Samkarx va ser una gran ciutat de mercaders que controlava gran part del comerç del nord d'Europa amb l'Imperi Romà d'Orient i el Caucas septentrional. També dominava les rutes comercials cap al sud-est, cap a Armènia i els territoris de domini musulmà. La seva població estava composta per grecs, armènics, russos, jueus, ossetes, lesguians, georgians i adiguesos. Després de la conquesta de l'Imperi khàzar per Sviatoslav I de Kíev a mitjans del segle x, es va establir a la regió de Taman un petit principat khàzar, de manera que Tmutarakan potser podria haver actuat com a capital.
Mstislav Vladímirovitx va ser príncep de Tmutarakan entre els anys 988 i 1036, i durant el seu regnat es va edificar una primera església en pedra, que va ser posada sota l'advocació de la Theotokos. Les seves ruïnes són encara visibles en l'actualitat. Al segle xii, la ciutat va quedar aïllada de la resta de Rússia per les tribus cumans, la qual cosa va originar el gradual declivi de la ciutat. L'última menció data d'un pergamí del 1378.

### Restes
Les ruïnes de Tmutarakan van ser descobertes el 1792, quan un granger local va trobar una pedra amb una inscripció que narrava com el príncep Gleb havia mesurat el braç de mar des de Tmutarakan fins a Kertx el 1068. Les excavacions del lloc es van desenvolupar al llarg de tot el segle xix.